# Musée jurassien d'art et d'histoire
Le Musée jurassien d’art et d’histoire (MJAH) de Delémont est le gardien de la mémoire des régions du Jura qui formèrent la Principauté épiscopale de Bâle.

## Historique
Fondé en 1909 par l'abbé Arthur Daucourt, passionné d'histoire et fortement imprégné de la culture de son pays, le musée est actuellement une fondation constituée des Cantons du Jura et de Berne ainsi que des Communes municipale et bourgeoise de Delémont.

## Présentation
Endroit plein de cachet au cœur de la vieille ville de Delémont, le musée abrite ses collections dans cinq bâtiments anciens contigus. Assis sur le rempart de la vieille ville, ces édifices font partie d’un ensemble architectural des XVIIIe et XIXe siècles. Il compte vingt-et-une salles d’exposition permanente qui se propose de présenter l’histoire jurassienne, en priorité sous ses aspects culturels, mais également sociaux, politiques et économiques.
Une salle est consacrée à l’accueil d’expositions et de manifestations temporaires. Le musée veut ainsi également poser un regard original sur la société, l’art et l’histoire. Lieu d’échange et de réflexion, il participe activement à la vie sociale et culturelle d’aujourd’hui.
Il est classé comme bien culturel d'importance nationale.
Depuis 2017, il est membre du fOrum culture, association fédératrice des actrices et acteurs culturels du Jura bernois, du canton du Jura et de Bienne.

## Collections
Mémoire historique et artistique des régions du Jura qui formèrent la Principauté épiscopale de Bâle, le musée abrite des collections diversifiées.
- Collections archéologiques
- Beaux-arts
- Arts graphiques
- Documents
- Objets de la vie politique et militaire
- Objets de la vie religieuse
- Témoignages du travail artisanal et industriel
- Objets de la vie quotidienne